# 30 octobre
Pour les articles homonymes, voir Trente-Octobre.
30 septembre 30 novembre
Chronologies thématiques
- Croisades
- Ferroviaires
- Sports
- Disney
- Anarchisme
- Catholicisme

Abréviations / Voir aussi
- (° 1852) = né en 1852
- († 1885) = mort en 1885
- a.s. = calendrier julien
- n.s. = calendrier grégorien
- Calendrier
- Calendrier perpétuel
- Liste de calendriers
- Naissances du jour

Le 30 octobre est le 303e jour de l'année du calendrier grégorien, 304e lorsqu'elle est bissextile (il en reste ensuite 62).
C'était généralement l'équivalent du 9 brumaire du calendrier républicain ou révolutionnaire français, officiellement dénommé jour de l'alisier (une plante).

## Événements

### IIesiècle
- 130 : fondation d’Antinoupolis par Hadrien en l'honneur de son favori Antinoüs.

### VIesiècle
- 553 : victoire de l'Empire byzantin, à la bataille du Vésuve.

### VIIesiècle
- 637 : Antioche se rend au Califat des Rachidoune, après la bataille du Pont de Fer (en).

### VIIIesiècle
- 758 : Guangzhou est pillé par des pirates arabes et turcs.

### XIIesiècle
- 1137 : le roi Roger II de Sicile est battu, à Rignano Garganico, par son rival Rainulf II d'Alife.

### XIIIesiècle
- 1242 : Raymond VII de Toulouse et le roi de France Saint Louis signent le traité de paix de Lorris.
- 1270 : durant la huitième croisade, un accord de paix entre Charles d’Anjou, frère de feu Saint Louis décédé sur place, et le sultan de Tunis, met un terme au siège de Tunis.

### XIVesiècle
- 1340 : les armées coalisées luso-castillanes repoussent les envahisseurs marinides, lors de la bataille de Tarifa.

### XVesiècle
- 1422 : Charles VII se proclame roi, à Bourges[réf. à confirmer][1].
- 1454 : le futur duc de Bourgogne Charles le Téméraire, fils du duc Philippe III le Bon, épouse à Lille sa cousine Isabelle de Bourbon.
- 1470 : retour de Henry VI sur le trône anglais, après que le comte de Warwick a vaincu les yorkistes d'Édouard IV.
- 1485 : Henri Tudor est intronisé en Angleterre, sous le nom de Henry VII.

### XVIesiècle
- 1501 : César Borgia organise un banquet (en) orgiaque au sein du palais papal de Rome.

### XVIIesiècle
- 1657 : les forces espagnoles échouent, à reprendre la Jamaïque aux Britanniques, lors de la bataille d’Ocho Rios (en), au cours d'une guerre anglo-espagnole.
- 1697 : la France, l'Angleterre et le Saint-Empire signent la paix de Ryswick.

### XVIIIesiècle
- 1793 : un décret de la Convention montagnarde française interdit toutes les sociétés populaires de femmes.
- 1794 : la Convention nationale française crée l'École normale de l'an III, généralement considérée comme l’ancêtre de l’École normale supérieure.

### XIXesiècle
- 1806 : le lieutenant-général Friedrich von Romberg livre la ville de Stettin aux Français du général Lassalle.
- 1817 : Simón Bolívar établit un gouvernement indépendant pour le Venezuela.
- 1828 : prise du château de Morée par les Français, conduits par le général Nicolas Joseph Maison, lors de la guerre d'indépendance grecque.
- 1831 : Nat Turner, esclave noir insurgé à l'origine de la plus importante rébellion d’esclaves de l’Histoire des États-Unis, est capturé et arrêté dans le comté de Southampton.
- 1836 : tentative menée par Louis-Napoléon Bonaparte pour soulever les troupes à Strasbourg.
- 1863 : le prince danois Vilhelm arrive à Athènes pour y être intronisé sous le nom de George Ier.
- 1864 : signature du traité de paix de Vienne par la Prusse, l'Autriche et le Danemark, ce qui met un terme à la seconde guerre des duchés.
- 1888 : la concession Rudd, entre le roi Lobengula de Matabeleland et Charles Rudd, accorde le droit d'exploiter des zones minières du sud de l'Afrique aux Anglais de Cecil Rhodes.

### XXesiècle
- 1905 : Nicolas II signe le Manifeste d'octobre, lequel accorde de plus grandes libertés aux peuples russes, une participation à la Douma, et le suffrage universel masculin (30 octobre dans le calendrier grégorien, 17 octobre dans le calendrier Julien)
- 1918 : l'armistice de Moudros met fin à la guerre entre les Alliés et l'empire ottoman.
- 1920 : fondation du Parti communiste d'Australie à Sydney.
- 1922 : Mussolini forme un gouvernement fasciste, à la suite de la marche sur Rome de ses Chemises noires.
- 1930 : un traité d'amitié est signé entre la Grèce et la Turquie[2].
- 1940 : Philippe Pétain annonce à la radio la collaboration de la France occupée avec l'Allemagne.
- 1941 :
  - début de la bataille de Sébastopol, qui se terminera le 4 juillet 1942 (Seconde guerre mondiale).
  - Franklin D. Roosevelt signe le programme Prêt-Bail d’armement des Alliés.
  - 1 500 Juifs originaires de Pidhaïtsi (Ukraine) sont conduits vers le camp d'extermination de Belzec en Pologne occupée.
- 1942 : tandis que le HMS Petard aborde le U-559, le lieutenant Tony Fasson (en), Colin Grazier (en), un marin, et Tommy Brown (en), un cantinier, récupèrent du matériel qui conduira à la découverte du code d’Enigma.
- 1945 : admission de l'Inde au sein de l'ONU.
- 1953 : durant la guerre froide, le président américain Eisenhower approuve formellement le document no 162/2, classé top secret, du Conseil de sécurité nationale, qui affirme que l’arsenal nucléaire américain doit être maintenu, pour contenir la menace communiste.
- 1956 : conformément aux accords de Sèvres, la France et la Grande-Bretagne adressent un ultimatum à Israël et à l'Égypte pour que les deux pays cessent le feu.
- 1961 : le corps de Staline est déplacé du mausolée de Lénine jusqu’au mur du Kremlin (en), où il est inhumé sous une plaque en granite.
- 1963 : l'Algérie et le Maroc signent un cessez-le-feu, lors de la conférence de Bamako relative à leur différend frontalier.
- 1965 : lors de la guerre du Viêt Nam, près de la ville portuaire de Da Nang, le corps des marines repousse une puissante attaque des Viet Congs, entraînant chez ces derniers la perte de 56 hommes.
- 1975 : le prince Juan Carlos succède au général Franco à la tête de l’État espagnol.
- 1980 : le Salvador et le Honduras signent un accord de paix mettant fin à la guerre du football.
- 1983 : premières élections en Argentine depuis dix ans.
- 1991 : conférence de paix israélo-arabe à Madrid, sous le parrainage des États-Unis et de l'Union soviétique, et avec la participation de l'OLP, des Israéliens, des Jordaniens et des Syriens.
- 1992 : des violences ethniques éclatent entre Ossètes et Ingouches dans le Caucase au sud de la Russie.
- 1995 : tenue d'un référendum sur la souveraineté du Québec, où le "Non" l'emporte à 50,58 %.

### XXIesiècle
- 2002 : fin du gouvernement d'union nationale présidé par Ariel Sharon en Israël, après 20 mois de cohabitation entre le Likoud et le Parti travailliste. Sharon préside un gouvernement transitoire jusqu'aux élections de 2003.
- 2011 : Rossen Plevneliev est élu président de la République de Bulgarie, lors du deuxième tour de l'élection présidentielle.
- 2014 :
  - des manifestants occupent et saccagent l’Assemblée nationale du Burkina Faso à Ouagadougou.
  - la Suède reconnaît officiellement la Palestine.
- 2016 :
  - élection présidentielle en Moldavie.

- - second tour du scrutin uninominal des élections législatives en Géorgie dans le Caucase.
  - référendum constitutionnel en Côte-d'Ivoire.
- 2022 : au Brésil, l'élection présidentielle est remportée par Luiz Inácio Lula da Silva (photo) devant le président sortant Jair Bolsonaro[3].
- 2024 : au Botswana, les élections générales donnent lieu à la première alternance dans le pays depuis son indépendance en 1966[4].

## Arts, culture et religion
- 701 : le pape Jean VI succède à Serge Ier.
- 942 : consécration du pape Marin II.
- 1938 : Orson Welles adapte le roman La Guerre des mondes de H. G. Wells sur une radio américaine, créant prétendument par son réalisme quelques mouvements de panique chez certains auditeurs.
- 1950 : le pape Pie XII officialise le « miracle du soleil » au Vatican.
- 2005 : l’église Notre-Dame de Dresde (Dresden Frauenkirche en allemand) — détruite durant le bombardement allié de la ville, au cours de la Seconde Guerre mondiale —, est inaugurée après treize ans de reconstruction.
- 2012 : the Walt Disney Company achète Lucasfilm.

## Sciences et techniques
- 1929 : inauguration du funiculaire de Stuttgart.
- 1960 : Michael Woodruff effectue la première transplantation rénale réussie, à l’Infirmerie royale d'Édimbourg (en) (Écosse, Royaume-Uni).
- 1961 : explosion, au-dessus de l'archipel arctique russe de la Nouvelle-Zemble, de la Tsar Bomba, la plus puissante bombe jamais mise au point.
- 1985 : la navette spatiale Challenger décolle pour sa 9e mission (la dernière à réussir).
- 1987 : sortie au Japon de la PC-Engine — par la suite rebaptisée TurboGrafx-16 —, une console de jeux vidéo de quatrième génération 16-bit, par la société nippone NEC.

## Économie et société
- 1947 : signature de l’Accord général sur les tarifs douaniers et le commerce (aussi connu sous l’appellation General Agreement on Tariffs and Trade (GATT)), promulgué par l’OMC.
- 1953 : le comité Nobel désigne le général Marshall et Albert Schweitzer comme co-récipiendaires du prix Nobel de la paix, respectivement pour l'année 1952 et l'année 1953.
- 1970 : une terrible mousson frappe le Viêt Nam, causant la mort de 293 personnes, occasionnant 200 000 sans-abris, et interrompant momentanément la guerre du Viêt Nam qui ravage le pays.
- 1972 : une collision entre deux trains, dans la banlieue de Chicago, provoque la mort de 45 personnes et 332 blessés.
- 1973 : le pont des Martyrs du 15-Juillet à Istanbul (Turquie) est achevé, reliant les continents européen et asiatique en traversant le Bosphore.
- 1980 : l'humoriste et comédien français Coluche annonce officiellement depuis le théâtre parisien du Gymnase sa candidature à l'élection présidentielle française de 1981 à laquelle il renoncera lorsqu'il arrêtera d'en rire bien que crédité un temps de 16 % d'intentions de votes en sa faveur[5].
- 1993 : une tuerie de masse est organisée par l’Association de défense d’Ulster, un mouvement paramilitaire loyaliste, au cours d’une fête d’Halloween à Greysteel (en) (Irlande du Nord), entraînant la mort de huit personnes et treize blessés (conflit nord-irlandais).
- 2013 : quarante-cinq personnes décèdent dans un incendie de bus à Mahabubnagar (en).
- 2015 : un incendie ravage une discothèque de Bucarest (Roumanie), provoquant 63 victimes et 150 blessés.
- 2016 : un séisme de magnitude 6.5 secoue le centre de l’Italie.
- 2020 : en Mer Égée, un séisme de magnitude 7 frappe la Grèce et la Turquie faisant une trentaine de morts et plusieurs centaines de blessés[6].
- 2022 : en Inde, l'effondrement d'un pont de la ville de Morvi, dans le Gujarat, fait au moins une centaine de morts[7].
- 2024 : en Espagne, des inondations dans la Province de Valence font plus de 200 morts et  des dégâts d'une importance considérable[8].

## Naissances

### XIIIesiècle
- 1218 : Chukyo (仲恭天皇), 85e empereur du Japon en 1221 († 18 juin 1234).

### XVesiècle
- 1409 : Louis de Beauvau, sénéchal d'Anjou († 22 octobre 1462).
- 1492 : Anne d'Alençon, marquise de Montferrat († 18 octobre 1562).

### XVIesiècle
- 1513 : Jacques Amyot, écrivain et traducteur français († 6 février 1593).

### XVIIesiècle
- 1624 : Paul Pellisson, académicien français († 7 février 1693).

### XVIIIesiècle
- 1735 : John Adams, homme politique, juriste et diplomate américain, 2e président des États-Unis de 1797 à 1801 († 4 juillet 1826).
- 1739 : Alphonse Hubert de Latier de Bayane, cardinal et duc français († 26 juillet 1818).
- 1741 : Angelica Kauffmann, peintre suisse († 5 novembre 1807).
- 1751 : Richard Brinsley Sheridan, auteur dramatique et homme politique britannique († 7 juillet 1816).
- 1762 : André Chénier (André Marie de Chénier dit), poète français († 25 juillet 1794).
- 1786 : Philippe Aubert de Gaspé, écrivain québécois († 29 janvier 1871).
- 1787 : Louis-Jacques-Maurice de Bonald, prélat français, archevêque de Lyon de 1839 à 1870 († 25 février 1870).
- 1799 : Ignace Bourget, évêque catholique québécois († 8 juin 1885).
- 1800 : Adolphe-Félix Gatien-Arnoult, homme politique français († 18 janvier 1886).

### XIXesiècle
- 1819 : Jules Rochard, médecin français, président de l'Académie nationale de médecine († 13 septembre 1896).
- 1837 : Jean-Pierre Brisset, écrivain français († 2 septembre 1919).
- 1838 : Camillo Boito, écrivain et architecte italien († 28 juin 1914).
- 1839 : Alfred Sisley, peintre britannique († 29 janvier 1899).
- 1847 : Galileo Ferraris, ingénieur et physicien italien († 7 février 1897).
- 1853 : Louise Abbéma, peintre française († 10 juillet 1927).
- 1861 : Antoine Bourdelle, sculpteur français († 1er octobre 1929).
- 1871 : Paul Valéry, poète, écrivain, philosophe et académicien français († 20 juillet 1945).
- 1873 : Francisco Madero, homme politique mexicain, président du Mexique de 1911 à 1913 († 22 février 1913).
- 1882 :
  - William Frederick Halsey, amiral de la Marine des États-Unis († 20 août 1959).
  - Hans Günther von Kluge, militaire allemand († 19 août 1944).
- 1885 : Ezra Pound, poète, musicien et critique américain († 1er novembre 1972).
- 1886 : Zoe Akins, scénariste américaine († 29 octobre 1958).
- 1888 : Konstantínos Tsiklitíras (Κωνσταντίνος Τσικλητήρας), athlète grec de saut en longueur sans élan († 10 février 1913).
- 1893 :
  - Achille Enderlin, pionnier français de l'aviation, pilote d'essai de l'Aéropostale († 31 décembre 1927).
  - Roland Freisler, juriste allemand, secrétaire d'État au ministère de la Justice du Reich en 1935 en Allemagne († 3 février 1945).
  - Isidore Odorico, mosaïste français († 27 février 1945).
- 1894 : Jean Rostand, biologiste, écrivain et académicien français († 4 septembre 1977).
- 1895 : Gerhard Domagk, biochimiste allemand, prix Nobel de médecine en 1939 († 24 avril 1964).
- 1896 :
  - Anatoli Novikov, compositeur soviétique († 23 septembre 1984).
  - Ruth Gordon, actrice et scénariste américaine († 28 août 1985).
  - Antonino Votto, pianiste et chef d'orchestre italien († 9 septembre 1985).
- 1897 : Agustin Lara, compositeur mexicain († 6 novembre 1970).

### XXesiècle
- 1906 : 
  - Giuseppe Farina, pilote automobile italien, premier champion du monde de Formule 1 († 30 juin 1966).
  - Alan Green, écrivain américain († 10 mars 1975).
- 1908 :
  - Marcel Béalu, poète, romancier et conteur français († 19 juin 1993).
  - Pasumpon Muthuramalingam Thevar (en), personnalité politique indienne († 30 octobre 1963).
- 1909 : Homi Jehangir Bhabha (होमी जहांगीर भाभा), physicien indien († 24 janvier 1966).
- 1910 : Miguel Hernández, poète espagnol († 28 mars 1942).
- 1911 : Ruth Hussey, actrice américaine († 19 avril 2005).
- 1917 : Maurice Trintignant, pilote automobile français († 13 février 2005).
- 1918 : Jacques Faizant, dessinateur de presse français († 14 janvier 2006).
- 1920 : Juliette Benzoni, autrice française de romans historiques († 7 février 2016)[9].
- 1921 : Rubens de Azevedo, astronome, dessinateur de bandes dessinées et écrivain brésilien († 17 janvier 2008).
- 1922 : Roger Garand, acteur et scénariste québécois († 9 août 1987).
- 1923 : Anne Beaumanoir, médecin neurophysiologiste et militante française, résistante, "Juste parmi les nations" († 4 mars 2022).
- 1924 : 
  - Jean-Michel Charlier, scénariste de bandes dessinées français († 10 juillet 1989).
  - Hubert Curien, cristallographe français, ministre de la Recherche et de la Technologie de 1984 à 1986 puis de 1988 à 1993 († 6 février 2005).
- 1925 : 
  - Gonzalo Gavira, ingénieur du son mexicain († 9 janvier 2005).
  - Audrey Eagle, illustratrice botanique néo-zélandaise († 27 novembre 2022).
- 1927 :
  - Joseph Wilbur « Joe » Adcock, joueur de baseball américain († 3 mai 1999).
  - Willy Maltaite dit Will, dessinateur de bande dessinée belge († 18 février 2000).
- 1928 :
  - Suzanne Langlois, actrice québécoise († 14 décembre 2002).
  - Daniel Nathans, microbiologiste américain, prix Nobel de physiologie et de médecine en 1975 († 16 novembre 1999).
- 1929 : François Chapon (François Charles Marie Chapon), bibliothécaire et essayiste français.
- 1930 :
  - Clifford Brown, trompettiste de jazz américain († 26 juin 1956).
  - Michel Crépeau, homme politique français, plusieurs fois ministre († 30 mars 1999).
  - Timothy Findley, écrivain canadien († 20 juin 2002).
- 1932 : Louis Malle, cinéaste français († 23 novembre 1995).
- 1934 : Pierre Fédida, psychanalyste français († 1er novembre 2002).
- 1935 :
  - Agota Kristof, romancière, poète et dramaturge d'origine hongroise († 27 juillet 2011).
  - Michael Winner, réalisateur américain († 21 janvier 2013).
- 1936 : Polina Astakhova, gymnaste ukrainienne, quintuple championne olympique († 5 août 2005).
- 1937 : Claude Lelouch, cinéaste français.
- 1938 : Jean-Pierre Kalfon, acteur français.
- 1939 :
  - Leland H. Hartwell, scientifique américain, prix Nobel de médecine en 2001.
  - Eddie Holland, compositeur américain.
  - Grace Slick (Grace Barnett Wing dite), chanteuse américaine des groupes Jefferson Airplane et Jefferson Starship.
- 1940 : 
  - Charles Fox, compositeur américain new yorkais de musiques.
  - Edward Matthew « Ed » Lauter II, acteur américain († 16 octobre 2013).
- 1941 : 
  - Theodor W. Hänsch, physicien allemand, colauréat du prix Nobel de physique en 2005.
  - Muhammad Asad Malik, joueur de hockey sur gazon pakistanais, champion olympique († 27 juillet 2020).
  - Otis Miles alias Otis Williams, chanteur américain du groupe The Temptations.
  - Yoshikatsu Yoshida, lutteur japonais, champion olympique.
- 1942 : Edouard Vinokurov (Эдуард Теодорович Винокуров), escrimeur russe († 10 février 2010).
- 1943 :
  - Paul Claes, philologue classique et auteur belge.
  - Joanna Shimkus, actrice canadienne.
- 1945 : 
  - Luc Béraud, réalisateur de cinéma et de télévision, producteur de cinéma et scénariste français.
  - Henry Winkler, acteur, producteur et réalisateur américain.
- 1946 :
  - Robert Lee Gibson, astronaute américain.
  - René Jacobs, contre-ténor et chef d'orchestre belge.
  - Chris Slade (Christopher Rees dit), batteur du groupe australien AC/DC.
- 1947 : Timothy Bruce Schmit, musicien américain des groupes Poco et Eagles.
- 1949 : Jean-Marie Guéhenno, diplomate français.
- 1950 : Pierre Claude Nolin, homme politique canadien († 23 avril 2015).
- 1951 :
  - Frédéric Ferney, écrivain, essayiste et journaliste littéraire.
  - Harry Hamlin, acteur américain.
  - Philip Craig Russell, artiste dessinateur, illustrateur, encreur et scénariste de comics américain.
- 1952 : Marie-Bernadette Dupuy, écrivaine française.
- 1953 :
  - Alexander Poleshchuk (Александр Фёдорович Полещук), cosmonaute russe.
  - Charles Martin Smith, acteur californien.
- 1955 : 
  - Joël Bouzou, pentathlonien français, champion du monde.
  - Toma Simionov, céiste roumain, double champion olympique.
- 1956 : Juliet Stevenson, actrice britannique.
- 1957 :
  - Aleksandr Lazutkin (Алексапдр Иванович Лазуткин), cosmonaute russe.
  - Kevin Pollak, acteur et humoriste américain.
- 1958 :
  - Stefan Dennis (en), acteur australien.
  - François Kalist, prélat français, évêque de Limoges de 2009 à 2016 et archevêque de Clermont.
- 1959 :
  - Marc Alexandre, judoka français, champion olympique en 1988, puis entraîneur de l'équipe de France de judo jusqu'en 2004.
  - Isabelle « Zabou » Breitman, actrice et réalisatrice française.
  - Vincent Lagaf' (Vincent Rouïl dit), humoriste et animateur français.
  - Richard LaGravenese, producteur, réalisateur et scénariste américain.
- 1960 :
  - Diego Maradona, joueur de football argentin († 25 novembre 2020).
  - Philippe Pollet-Villard, acteur, réalisateur, scénariste et écrivain français.
- 1961 : 
  - Emmanuel Finkiel, réalisateur français.
  - Larry Wilmore, acteur, scénariste, producteur et présentateur de télévision américain.
- 1962 :
  - Stefan Kuntz, joueur de football allemand.
  - Arnaud Montebourg, homme politique français.
- 1963 : Michael Beach, acteur américain.
- 1964 :
  - Cristina Córdula (Maria Cristiana Córdula da Cunha dite), mannequin puis présentatrice brésilienne de télévision en France.
  - Mark Steven Johnson, producteur, scénariste et réalisateur américain.
  - Marie-Chantal Labelle, actrice, animatrice et autrice québécoise.
  - Sandra Magnus, astronaute américaine.
- 1967 : Anton Kannemeyer, artiste contemporain sud-africain.
- 1969 : Snow (Darrin O'Brien dit), chanteur de reggae canadien.
- 1970 : Nia Long, actrice américaine.
- 1971 :
  - Fredi Bobic, joueur de football allemand.
  - Astrid Veillon, actrice française.
- 1973 :
  - Adam Copeland, mieux connu sous le nom d’« Edge », catcheur professionnel canadien.
  - Silvia Corzo, journaliste et présentatrice colombienne.
- 1975 : Marco Scutaro, joueur de baseball vénézuélien.
- 1976 : 
  - Viacheslav Dinerchtein, altiste biélorusso-mexicain.
  - Salim Nadher, footballeur algérien.
- 1978 :
  - Claire Bardainne, artiste et plasticienne française.
  - Matthew Morrison, acteur dans la série Glee et chanteur américain.
  - Thomas N'Gijol, humoriste, acteur et réalisateur français.
- 1979 :
  - Rubén Douglas, basketteur américano-panaméen.
  - Antoine Gratton, auteur-compositeur et interprète québécois.
- 1981 :
  - Wang « Jeon » Ji-hyeon (전지현), alias Gianna Jun, actrice et mannequin sud-coréenne.
  - Nicolas Laharrague, joueur de rugby français.
- 1982 :
  - Chimène Badi, chanteuse française.
  - Martin Gilbert, coureur cycliste québécois.
  - Andy Greene, hockeyeur sur glace américain.
  - David Marty, joueur de rugby à XV français.
  - Clémence Poésy (Clémence Guichard dite), actrice française.
- 1985 : Nicolas Gontard, coureur motocycliste.
- 1986 : Thomas Morgenstern, sauteur à ski autrichien.
- 1987 : 
  - Émilie Andéol, judoka française.
  - Chris Stewart, joueur canadien de hockey sur glace.
  - Fabien Yoon, mannequin et acteur français.
- 1989 :
  - Gauvain Sers, chanteur français.
  - Vanessa White, chanteuse, autrice-compositrice-interprète, danseuse et mannequin britannique.
- 1990 :
  - Catherine Brunet, actrice québécoise.
  - Joseph Matthew « Joe » Panik, joueur de baseball américain.
- 1991 : Artemi Panarine (Артемий Сергеевич Панарин), hockeyeur sur glace russe.
- 1997 : Hester van der Veld, joueuse néerlandaise de hockey sur gazon.

## Décès

### IIIesiècle
- 235 : Pontien, 18e pape, en fonction de 230 à 235 (° inconnue).

### XVesiècle
- 1459 : Poggio Bracciolini dit « Le Pogge », humaniste italien (° 11 février 1380).
- 1495 : François de Bourbon-Vendôme, comte de Vendôme (° 1470).

### XVIesiècle
- 1516 : Louis Malet de Graville, amiral de France (° vers 1438).
- 1522 : Jean Mouton, compositeur français (° vers 1459).
- 1553 : Jacques Sturm, homme politique allemand (° 10 août 1489).
- 1574 : Marie de Clèves, princesse de Condé (° 1553).

### XVIIesiècle
- 1602 : Jean-Jacques Boissard, antiquaire français et poète latin (° 1528).
- 1611 : Charles IX de Suède, roi de Suède de 1604 à 1611 (° 4 octobre 1550).
- 1626 : Willebrord Snell, astronome et mathématicien néerlandais (° 13 juin 1580).
- 1632 : Henri II de Montmorency, amiral de France, exécuté par le pouvoir central dans la cour de l'Hôtel de Ville de Toulouse (° 30 avril 1595).
- 1654 : Go-Komyo (後光明天皇), 110e empereur du Japon de 1643 à 1654 (° 20 avril 1633).
- 1680 : Antoinette Bourignon, pieuse flamande (° 13 janvier 1616).
- 1685 : Michel le Tellier, marquis de Barbezieux, homme d'État français, secrétaire d'État français de la Guerre de 1643 à 1677 et chancelier de France de 1677 à 1685 (° 19 avril 1603).

### XVIIIesiècle
- 1757 : Edward Vernon, amiral britannique de la Royal Navy (° 12 novembre 1684).
- 1787 : Ferdinando Galiani, économiste italien (° 2 décembre 1728).
- 1793 : 
  - Charles Éléonor Dufriche-Valazé, homme politique français (° 23 janvier 1751).
  - Jean-Michel Langevin bienheureux
- 1798 : Karl Anton Hickel, peintre portraitiste autrichien (° 1745).

### XIXesiècle
- 1802 : Charles Alexandre de Calonne, homme politique français, contrôleur général des finances de 1783 à 1787 (° 20 janvier 1734).
- 1816 : Frédéric Ier de Wurtemberg, roi de Wurtemberg de 1805 à 1816 (° 6 novembre 1754).
- 1823 : Edmond Cartwright, pasteur et mécanicien anglais, inventeur du métier à tisser mécanique (° 24 avril 1743).
- 1824 : Charles Robert Maturin, dramaturge et écrivain irlandais (° 25 septembre 1782).
- 1842 : Allan Cunningham, poète britannique (° 7 décembre 1784).
- 1893 : John Joseph Caldwell Abbott, homme politique et avocat canadien, 3e Premier ministre du Canada de 1891 à 1892 (° 12 mars 1821).
- 1894 : Honoré Mercier, homme politique, avocat et journaliste québécois, 9e Premier ministre du Québec de 1887 à 1891 (° 15 octobre 1840).

### XXesiècle
- 1910 : Henri Dunant, philanthrope suisse, fondateur du Comité international de la Croix-Rouge (° 8 mai 1828).
- 1912 : James Schoolcraft Sherman, homme politique américain, 27e vice-président des États-Unis de 1909 à 1912 (° 24 octobre 1855).
- 1915 : Charles Tupper, homme politique et médecin canadien, 6e Premier ministre du Canada en 1896 (° 2 février 1821).
- 1920 : « El Gordito » (Antonio Carmona y Luque dit), matador espagnol (° 19 avril 1838).
- 1928 : Robert Lansing, homme politique américain, 42e secrétaire d’État de 1915 à 1920 (° 17 octobre 1864).
- 1936 : Lorado Taft, sculpteur américain (° 29 avril 1860).
- 1943 : Beatrice Hastings, poétesse et critique d'art britannique (° 27 janvier 1879).
- 1947 : Mathieu Crickboom, violoniste et compositeur belge (° 2 mars 1871).
- 1953 : Emmerich Kálmán, compositeur hongrois (° 24 octobre 1882).
- 1956 : Pío Baroja, romancier espagnol (° 28 décembre 1872).
- 1961 : « El Niño de la Palma » (Cayetano Ordóñez y Aguilera dit), matador espagnol (° 4 janvier 1904).
- 1962 : Yvette Andreyor, actrice française (° 6 août 1891).
- 1963 : Pasumpon Muthuramalingam Thevar (en), personnalité politique indienne (° 30 octobre 1908).
- 1968 :
  - Rose Wilder Lane, écrivain américaine (° 5 décembre 1886).
  - Ramón Novarro, acteur américain d'origine mexicaine (° 6 février 1899).
- 1975 : Gustav Ludwig Hertz, physicien allemand, prix Nobel de physique en 1925 (° 22 juillet 1887).
- 1977 : 
  - Pierre Collet, acteur français (° 10 mars 1914).
  - Lucien Melyon, poignardé par un vigile à l'entrée d'un concert en France.
- 1979 :
  - Robert Boulin, homme politique, plusieurs fois ministre (° 20 juillet 1920).
  - Rachele Guidi, veuve de Benito Mussolini (° 11 avril 1890).
  - Barnes Wallis, ingénieur aéronautique britannique, médaille royale de l'Académie des sciences britannique en 1975 (° 26 septembre 1887).
- 1985 : Kirby Grant, acteur américain (° 24 novembre 1911).
- 1989 : Pedro Vargas, chanteur mexicain (° 29 avril 1904).
- 1990 : Alfred Sauvy, économiste français, probablement à l'origine du terme "Tiers-monde" (° 31 octobre 1898).
- 1993 : Paul Grégoire, cardinal canadien, archevêque de Montréal de 1968 à 1990 (° 24 octobre 1911).
- 1994 : Nicholas Georgescu-Roegen, mathématicien et économiste roumain, théoricien de la décroissance en économie (° 4 février 1906).
- 1997 :
  - Jacques Derogy (Jacques Julien Weitzmann dit), journaliste d'investigation français (° 24 juillet 1925).
  - Samuel Fuller, réalisateur de cinéma américain (° 12 août 1912).
- 1998 : Elmer Vasko, hockeyeur sur glace canadien (° 11 décembre 1935).
- 2000 : Stephen Valentine Patrick William « Steve » Allen, auteur, compositeur et comédien américain (° 26 décembre 1921).

### XXIesiècle
- 2002 :
  - Pierre Aigrain, physicien et homme politique français (° 28 septembre 1924).
  - Juan Antonio Bardem, cinéaste espagnol (° 2 juin 1922).
  - Jam Master Jay (Jason Mizell dit), disc-jockey américain du groupe de hip-hop Run-DMC (° 21 janvier 1965).
- 2004 : Margaret O'Rene « Peggy » Ryan, actrice américaine (° 28 juillet 1924).
- 2005 :
  - Alfonso Ramon « Al » Lopez, joueur et gérant de baseball américain (° 20 août 1908).
  - Emiliano Zuleta, figure du vallenato, une musique folklorique colombienne (° 11 janvier 1912).
- 2006 : Fanta Keita, judokate sénégalaise (° 8 mai 1981).
- 2007 : 
  - Robert Goulet, chanteur et acteur canado-américain (° 26 novembre 1933).
  - Jürg Kreienbühl, peintre franco-suisse (° 12 août 1932).
  - Norbert Lynton, professeur d'histoire de l'art britannique (° 22 septembre 1927).
  - Srđan Mrkušić, footballeur yougoslave puis serbe (° 26 mai 1915).
  - John Woodruff, athlète de demi-fond américain (° 5 juillet 1915).
- 2008 :
  - Didier Sinclair (Didier Maurin dit), disc-jockey et producteur français (° 24 mars 1965).
  - Hans Ulrich Walder-Richli, juriste, homme politique et essayiste suisse (° 6 janvier 1929).
- 2009 : 
  - Claude Levi-Strauss, philosophe et anthropologue français, membre et doyen de l'Académie française (° 28 novembre 1908).
  - Pierre Silvain, écrivain français (° 22 septembre 1926).
  - František Veselý, footballeur tchécoslovaque puis tchèque (° 7 décembre 1943).
  - Igor Viazmikine, hockeyeur sur glace soviétique puis russe (° 8 janvier 1966).
- 2010 : 
  - Édouard Carpentier (Édouard Wiercowicz dit), gymnaste, catcheur, entraîneur et animateur français (° 17 juillet 1926).
  - Harry Mulisch, écrivain néerlandais (° 29 juillet 1927).
- 2011 : Serge Aubry, hockeyeur sur glace canadien (° 2 janvier 1942).
- 2012 :
  - Franck Biancheri, homme politique et politologue français (° 11 mars 1961).
  - Lebbeus Woods, architecte américain (° 31 mai 1940).
- 2013 :
  - Cinta Castillo Jiménez, femme politique espagnole (° 10 octobre 1965).
  - Léo Gravelle, hockeyeur sur glace canadien (° 10 juin 1925).
  - Pete Haycock, guitariste britannique (° 4 mars 1951).
- 2017 : Abbas Zandi, lutteur iranien (° 3 juin 1930).
- 2018 : Sangharakshita, maître bouddhiste anglais, fondateur de la Communauté bouddhiste Triratna (° 26 août 1925).
- 2019 : Ron Fairly, joueur de baseball américain (° 12 juillet 1938).
- 2020 : 
  - Jean-Marie Le Chevallier, homme politique français, maire de Toulon de 1995 à 2001 (° 22 novembre 1936).
  - Mesut Yilmaz, homme politique turc (° 6 novembre 1947).
- 2021 : 
  - Pepi Bader, bobeur ouest-allemand (° 29 mai 1941).
  - Alan Davidson, joueur de cricket australien (° 14 juin 1929).
  - René Donoyan, footballeur français (° 8 avril 1940).
  - Tony Featherstone, hockeyeur sur glace canadien (° 31 juillet 1949).
  - Viacheslav Khrynin, joueur de basket-ball soviétique puis russe (° 10 août 1937).
  - Igor Kirillov, journaliste soviétique puis russe (° 14 septembre 1932).
  - Jacques Le Gall, résistant breton et français des FFL devenu centenaire (° 25 février 1921).
  - Basílio do Nascimento, prélat est-timorais, évêque de Baucau de 2004 à cette mort (° 14 juin 1950).
  - Francisco Ou, diplomate et homme politique taïwanais (° 5 janvier 1940).
  - Justus Rosenberg, résistant et acteur polonais (° 23 janvier 1921).
  - Nessim Sibony, mathématicien français (° 20 octobre 1947).
  - Bernardo Tengarrinha, footballeur portugais (° 17 février 1989).
- 2022 :
  - Jack Diamond, architecte canadien (° 8 novembre 1932).
  - Martine Djibo, femme politique ivoirienne (° ).
  - Léandre Dion, apiculteur et homme politique canadien (° 13 juillet 1937).
  - Serge Dufoulon, sociologue et anthropologue français (° 15 avril 1956).
  - Rosemarie Köhn, théologienne et pasteur norvégienne (° 29 octobre 1939).
  - Shane Reed, triathlète néo-zélandais (° 16 juin 1973).
- 2023 :
  - Walter Adams, athlète de demi-fond allemand (° 15 mars 1945).
  - Umbañ U Kset, chanteur, acteur et réalisateur sénégalais (° 14 août 1940).
  - Jean-Paul Deléage, physicien, géopolitologue et historien de l'écologie français (° 5 juin 1941).
  - Peter S. Fischer, écrivain, scénariste et réalisateur américain (° 10 août 1935).
  - Vladimir Markelov, gymnaste soviétique puis russe (° 24 octobre 1957).
  - István Pásztor, personnalité politique yougoslave puis serbe (° 20 août 1956).
  - Micaela Pignatelli, actrice italienne (° 11 mars 1945).
  - Joseph Sage, chanteur lyrique haute-contre français (° 10 juin 1935).
- 2024 :
  - Giovanni Cianfriglia, acteur italien (° 5 avril 1935).
  - Erik Clausen, acteur, réalisateur et scénariste danois (° 7 mars 1942).
  - Kim Collins, hockeyeur sur glace puis entraîneur canadien et allemand (° 7 janvier 1962).
  - Jo Hae-chung, volleyeuse sud-coréenne (° 5 mars 1953).
  - Tahar Zbiri, militaire algérien (° 4 avril 1929).

## Célébrations

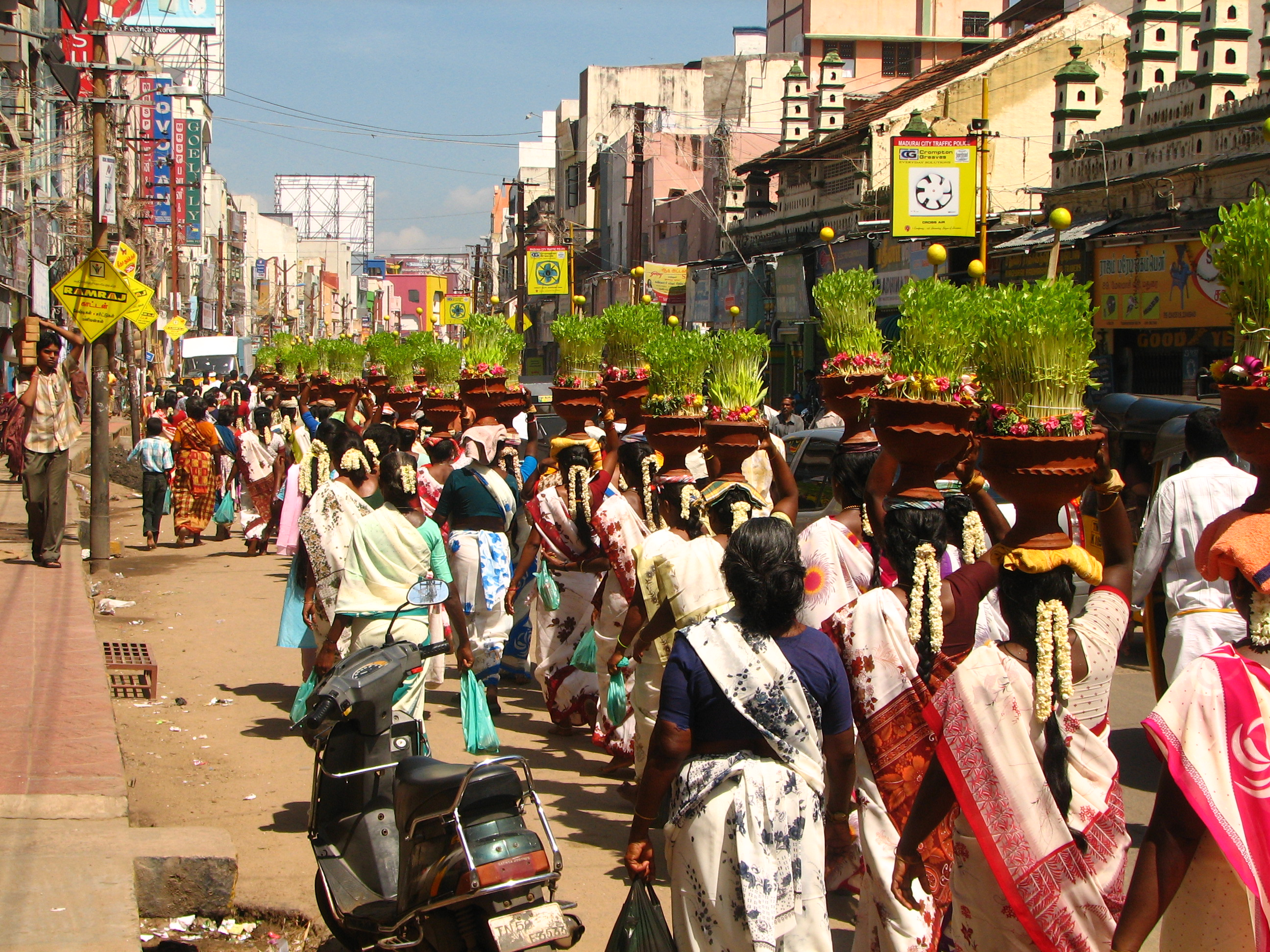
Passage d'une procession de 2007 en mémoire de Thevar Jayanthi

- Côte d'Ivoire : journée mondiale de la vie[10].
- Tamil Nadu (Inde) : Thevar Jayanthi (en) ou commémoration annuelle du double anniversaire de Pasumpon Muthuramalingam Thevar (en) en 1908 et 1963 ci-avant par des sympathisants de Thevar (photo ci-contre).
- Ex-Union soviétique : journée de commémoration des victimes des répressions politiques (en)  qui y sévirent, dans ses 15 à 22 anciennes républiques sauf celle d'Ukraine.

### Saints des Églises chrétiennes

#### Catholiques et orthodoxes
Saints du jour, :
- Agent (VIe siècle), avec saint Pient et sainte Colombe, ermites à Moyenvic, au diocèse de Nancy.
- Alexandre, Cronion, Julien, Macaire, et treize autres martyrs († vers 250), martyrs lors de la persécution de Dèce.
- Astère d'Amasée (IVe siècle), évêque dans le Pont.
- Claude de León († vers 303), avec Luperque et Victorin (ou Victorius), martyrs à León, en Espagne, durant la persécution de Dioclétien.
- Eutropie (IIIe siècle), martyre par le glaive à Alexandrie.
- Germain († 540), évêque de Capoue, en Campanie, légat pontifical à Constantinople sous l'empereur Justinien.
- Lucain d'Aquitaine († vers 407) — ou « Lucan » —, originaire du Poitou, martyr près de Lo(i)gny, en Beauce, par les Suèves et les Alains[13].
- Marcel le Centurion († vers 298), martyr à Tanger en Maurétanie (aujourd'hui le Maroc), sous Dioclétien.
- Marcien (IIe siècle), disciple de l'apôtre Pierre, premier évêque supposé de Syracuse, en Sicile, martyr par les Juifs.
- Maxime († 303), martyr à Cumes, en Campanie.
- Saturnin († 303), martyr par décapitation à Cagliari, en Sardaigne, lors de la persécution de Dioclétien.
- Sérapion d'Antioche († 211), évêque d'Antioche, de 191 à sa mort.
- Tertius, Tertios / Terentius († & ° au Ier siècle a priori), disciple accompagnateur de Saint Paul, rédacteur sous sa dictée de l'Épître de ce dernier aux Romains, devenu deuxième évêque d'Iconium, traditionnellement martyr avec ses confrères / pairs Marc d'Apolloniade (it), Justus d'Eleuthéropolis et Artémas de Lystre, quatre des septante disciples supposés de Jésus de Nazareth.
- Thalasse et Baïus d’Issoudun (Ve siècle), martyrs.

#### Saints et bienheureux des Églises catholiques
Saints et béatifiés du jour :
- Ange († 1739) — de son vrai nom « Luc Antoine Falcone » —, bienheureux, originaire de Calabre.
- Bernard de la Tour († 1258), bienheureux du monastère de la Chartreuse de Portes, au diocèse de Belley, treizième général de l'ordre de saint Bruno.
- Bienvenue Bojani († 1292), bienheureuse, tertiaire dominicaine.
- Gérard († 1112), évêque de Potenza, en Lucanie, dans l'Italie du Sud.
- John Slade († 1583) — « Jean Slade » —, bienheureux, martyr pendu et démembré à Winchester, sous Élisabeth Ire d'Angleterre.
- Jean-Michel Langevin († 1793), bienheureux, prêtre, un des 99 martyrs d'Angers, sous la Révolution française.
- Térence-Albert O’Brien(† 1651), bienheureux, évêque dominicain de Emly, martyr en Irlande[14].
- Oleska Zaryckyj († 1963), bienheureux, prêtre ukrainien, déporté  et martyr au Kazakhstan[15].

#### Saints orthodoxes
Saints du jour, aux dates parfois "juliennes" ou orientales :
- Dragoutine († 1316), roi de Serbie, fils de Ouroch Ier et de sainte Hélène d'Anjou, frère de saint Miloutine, devenu moine peu avant sa mort.
- Hélène d’Anjou († 1314) — ou « Hélène Nemanjić » —, apparentée à la maison de France, reine de Serbie, épouse du roi Ouroch Ier, mère de saint Dragoutine ; célébrée le 12 novembre du calendrier julien par les Serbes.
- Jean Kotchourov († 1917), prêtre, missionnaire en Amérique, puis premier martyr du joug communiste en Russie.
- Joseph de Constantinople († 1917) — ou « Joseph Ier » —, prêtre veuf devenu moine, puis patriarche œcuménique de Constantinople, de 1268 à 1274 puis de 1282 à 1283.
- Miloutine († 1320), roi de Serbie, fils de Ouroch Ier et de sainte Hélène d'Anjou, frère de saint Dragoutine.

### Prénoms
Bonne fête aux Bienvenue, aux Maeva [au moins par proximité sémantique avec le mot "bienvenue" en polynésien(s)].
Et aussi aux :
- Artemas et Artémas, etc.
- Jean-Michel[16].
- Juste, Justus et leurs variantes ;
- Marc et ses variantes (25 avril et en octobre peu de temps auparavant) ;
- aux Tertius et ses variantes : Tertios, Terentius, Térence (et leurs propres variantes sinon les Thierry les 1er juillet).

## Traditions et superstitions

### Astrologie
- Signe du zodiaque : 6e jour du Scorpion.

## Toponymie
Les noms de plusieurs voies, places, sites ou édifices de pays ou provinces francophones contiennent cette date sous diverses graphies : voir Trente-Octobre .